# Mistrzostwa Afryki U-19 w Piłce Ręcznej Kobiet 1996
Mistrzostwa Afryki U-19 w Piłce Ręcznej Kobiet 1996 – dziewiąte mistrzostwa Afryki U-19 w piłce ręcznej kobiet, oficjalny międzynarodowy turniej piłki ręcznej o randze mistrzostw kontynentu organizowany przez CAHB mający na celu wyłonienie najlepszej złożonej z zawodników do lat dziewiętnastu żeńskiej reprezentacji narodowej w Afryce. Odbył się wraz z mistrzostwami U-20 mężczyzn w 1996 roku w Kairze. Tytułu zdobytego w 1992 roku broniła reprezentacja Algierii. Mistrzostwa były jednocześnie eliminacjami do MŚ 1997.

## Klasyfikacja końcowa
| Miejsce | Reprezentacja | Uwagi          |
| ------- | ------------- | -------------- |
| złoto   | Angola U-19   | awans: MŚ 1997 |